# Konfliktlotse
Konfliktlotse oder Streitschlichter ist im schulischen Kontext die Bezeichnung für einen Schüler mit Ausbildung in Konfliktreduktion, Gewaltprävention sowie in Aspekten in schulbezogener Mediation.

## Geschichte
Bereits in den 1980er Jahren wurde in West-Berlin an einigen Schulen ein Konfliktlotsenmodell erprobt und installiert. Federführend war die damalige Mitarbeiterin am Berliner Institut für Lehrerbildung bzw. in der Landesbildstelle (heute: Berliner Landesinstitut für Qualifizierung und Qualitätsentwicklung an Schulen), Ortrud Hagedorn.
Demnach sind Konfliktlotsen zu Mediatoren ausgebildete Schüler. Mit den interessierten, angeworbenen Schülern werden Workshops und Seminare veranstaltet. Sie werden freiwillig neben dem Schulunterricht für diese Aufgabe ausgebildet. Die Vorbereitung dauert wenige Monate und wird von Lehrern, Schulpsychologen oder anderen erfahrenen Mediatoren übernommen. Entsprechende Projekte haben unterschiedliche Namen wie Pax An, Anti-Stress-Team, Konfliktlotsen oder Tut Was – je nach Alter der Schüler.

## Streitschlichtung durch Schüler unter Supervision von Lehrern
Streitschlichtungsverfahren ruhen auf drei Säulen:
- Nicht der Mediator, sondern die Parteien entscheiden, worüber sie verhandeln und wie sie ihren Konflikt lösen wollen.
- Verstehen heißt nicht unbedingt einverstanden sein. Ziel ist es, einen Konsens zu finden (sogenannte Win-win-Situation) anstelle eines Kompromisses.
- Peers, also Menschen im ähnlichen Alter mit ähnlichen Interessen und Räumen, werden eine bedeutsame Rolle in der Definition und Aufrechterhaltung der eigenen individuellen Identität zugeschrieben. Es geht darum, Kinder und Jugendliche nicht nur als Problemverursacher zu sehen, sondern ihre Problemlösungskompetenzen einzubeziehen. In jeder Peer Group gibt es Personen, die besondere Aufmerksamkeit und Glaubwürdigkeit bei den anderen Jugendlichen genießen. Die Arbeit und Kooperation mit diesen Peers soll es ermöglichen, andere Kinder und Jugendliche zu informieren und ihnen leichter Einsichten zu vermitteln. Dies ist besonders bei streitschlichtenden Mitschülern der Fall.

Streitschlichtungsgespräche durch Schüler durchlaufen dieselben fünf Mediationsphasen wie andere Mediationen. Eine Modifizierung der Peer-Mediation stellt das „Anti-Stress-Team“ des Bremer Vereins TOA dar, bei dem als Mediatoren Schüler fungieren, die selbst konfliktbelastet und durch Disziplinschwierigkeiten aufgefallen waren.